# Willie van Haard
Willie van Haard (Haarlem, 5 december 1929 – aldaar, 13 augustus 2013)  was een Nederlands kunstschilder.
Hij werd gerekend tot de impressionisten en maakte gebruik van verschillende technieken: Hij begon in de beginjaren 60 als leerling van Kees Verwey later ook Poppe Damave die beide ook lid waren van Kunst zij ons Doel. Hierdoor heeft hij met vele Haarlemse kunstenaars gewerkt. Maar als solo kunstenaar floreerde hij het beste. Kunstcentrum Haarlem was een grote afnemer van zijn werk gezien hij in Haarlem en omstreken gewild was met zijn stijl. Met Hannelore Noordeloos had hij later de galerie De Aquarellenkamer in de Iepenstraat waar ze onder andere ook hun eigen kunst verkochten. 
Hij begon met aquarelleren later in de jaren 70 met etsen wat hij vaak ook samen deed op het atelier met Anton Heyboer. Later in de jaren 90 kreeg hij ook het werken met acrylverf onder de knie wat ook een grote passie werd. Hij schilderde met de natuur mee, wat hij zag in de natuur, kon hij schilderen.
Werken van Van Haard zijn te zien in het Frans Hals Museum, Spaarne ziekenhuizen en de verzorgingstehuizen van Kennemerhart en in het bezit van particulieren.